# 中国人民解放军陆军后勤部
中国人民解放军陆军后勤部，位于北京市，是中国人民解放军陆军机关职能部门，负责中国人民解放军陆军后勤工作。

## 沿革
2015年12月，在深化国防和军队改革中，组建中国人民解放军陆军领导机构。中国人民解放军陆军设中国人民解放军陆军后勤部。首任部长为韩志庆。首任政治委员为迟星北。

## 机构设置
- 财务局[3]
- 卫生局[4]
- 运输投送局[5]
- 军事设施建设局[6]
- 采购供应局[7]
- 直属工作局

……
直属单位
- 陆军后勤训练基地
- 陆军昆明疗养院

……

## 历任领导
| 中国人民解放军陆军后勤部部长 1. 韩志庆少将（2016年—） 中国人民解放军陆军后勤部副部长 - 吕张喜少将（2016年—） - 王继东少将（2016年—） - 李红军少将（2016年—） | 中国人民解放军陆军后勤部政治委员 1. 迟星北少将（2016年—） |